# روژه لاپبی
روژه لاپبی (تلفظ می‌شود [ʁɔ.ʒe la.pe.bi]؛ ۱۶ ژانویهٔ ۱۹۱۱ - ۱۲ اکتبر ۱۹۹۶) رکابزن فرانسوی بود که در رشتهٔ دوچرخه‌سواری جاده فعالیت می‌کرد. او توانست برندهٔ تور دو فرانس ۱۹۳۷ شود. همچنین در سال‌های ۱۹۳۴ و ۱۹۳۷ برندهٔ کریتریوم ناسیونال شد.

## فعالیت حرفه‌ای

### سال‌های نخستین
لاپبی در سال ۱۹۳۲ حرفه‌ای شد. در همان سال، در تور دو فرانس شرکت کرد و توانست برندهٔ مرحلهٔ ۱۲ تور شود. در سال ۱۹۳۳ در چند مسابقه از جمله مسابقهٔ قهرمانی جادهٔ مردان فرانسه قهرمان شد؛ ولی در تور نتوانست نتیجهٔ مهمی به دست آورد. در سال ۱۹۳۴ نفر دوم پاریس–نیس شد؛ در کریتریوم اینترناسیونال مقام نخست را به دست آورد. سپس در تور دو فرانس شرکت کرد و در مراحل سوم و چهارم پیروز شد تا در رده‌بندی اصلی به رتبهٔ هفتم دست یابد. او در سه مرحلهٔ دیگر نیز برنده شد و با رتبهٔ دوم در تایم تریل بخش دوم مرحلهٔ ۲۱ (که نخستین تایم تریل انفرادی تاریخ تور بود) توانست تور را بر سکوی سوم به پایان برساند.
در سال ۱۹۳۵، لاپبی در دو مسابقهٔ شش‌روزهٔ پاریس به همراه موریس آرشامبو قهرمان شد. در تور دو فرانس، به دلیل اختلاف با دگرانژ (برگزارکنندهٔ تور) به صورت انفرادی در مسابقه شرکت کرد؛ ولی نتوانست تور را به پایان برساند. همچنین در تور ۱۹۳۶ حضور نیافت؛ ولی پس از تغییر مدیریت تور، عضو تیم فرانسه شد تا بتوانند قهرمانی تور را از بلژیکی‌ها پس بگیرند.

### تور دو فرانس ۱۹۳۷
لاپبی پس از مسابقهٔ بوردو–پاریس ۱۹۳۷ تحت عمل جراحی فتق کمری قرار گرفته‌بود و نگرانی‌هایی دربارهٔ میزان آمادگی او در تور وجود داشت. پس از نتایج متوسط در مراحل ابتدایی، لاپبی در مرحلهٔ ۹ پیروز شد و به رتبهٔ سوم رده‌بندی اصلی صعود کرد. پس از بیرون رفتن دو رکابزن فرانسوی از مسابقه، لاپبی به تنها امید تیم فرانسه برای کسب قهرمانی تبدیل شد و به رهبری تیم انتخاب شد.
پیش از آغاز مرحلهٔ ۱۵ فرمان دوچرخهٔ لاپبی توسط شخص ناشناسی بریده شد و وادار شدند فرمان دیگری یافته و به جای آن نصب کنند؛ ولی فرمان جدید جایی برای قرار دادن بطری آب نداشت و لاپبی باید مرحله را بدون آب آغاز می‌کرد. لاپبی پس از دو سربالایی حدود ۵ دقیقه عقب‌تر از سیلور ماس (رهبر تور) بود؛ ولی توانست فاصلهٔ خود را جبران کند و جلوتر از او از خط پایان گذشت. در سربالایی‌های آن مرحله، لاپبی بارها از کمک تماشاگران بهره‌مند شد. مسئولان مسابقه چند بار به او هشدار دادند که جریمه خواهد شد. او همچنین از خودروها برای بالا رفتن در مسیر کوهستانی کمک می‌گرفت. داوران در نهایت، ۹۰ ثانیه جریمهٔ زمانی به لاپبی دادند. بلژیکی‌ها به میزان جریمه اعتراض کردند؛ ولی فرانسوی‌ها ادعا کردند در صورت افزایش جریمه، مسابقه را ترک می‌کنند. در مرحلهٔ بعد، ماس از کمک یک رکابزن بلژیکی دیگر که عضو تیم بلژیک نبود، بهره‌مند شد و ۲۵ ثانیه جریمه به او تعلق گرفت. همچنین هنگامی که در تعقیب لاپبی بود، پیش از عبور از خط آهن توسط خط‌بان متوقف شد و فاصلهٔ زیادی میان او و لاپبی ایجاد شد. این رویدادها منجر به کناره‌گیری تیم بلژیک از تور شد و لاپبی رهبری تور را به دست گرفت تا بتواند تنها قهرمانی خود در تور دو فرانس را به دست آورد.
یکی از دلایل موفقیت لاپبی استفاده از شانژمان نوین بود که با بهره‌گیری از آن، می‌توانست بدون توقف، دنده را عوض کند.

### سال‌های پایانی
در سال‌های ۱۹۳۸ و ۱۹۳۹، لاپبی پیروزی‌هایی به دست آورد؛ ولی در تور دو فرانس شرکت نکرد. سپس جنگ جهانی دوم منجر به توقف مسابقات دوچرخه‌سواری شد و پس از آن، لاپبی در سال ۱۹۴۶ از دوچرخه‌سواری کناره‌گیری کرد.